# Симоновка
Си́моновка (каз. Симонов) — село у складі району імені Габіта Мусрепова Північноказахстанської області Казахстану. Входить до складу Чистопольського сільського округу.
Населення — 31 особа (2021; 93 у 2009, 376 у 1999,  у 1989).